# إعصار لندن 1091
إعصار لندن (بالإنجليزية: London tornado of 1091) هو إعصار وقع في لندن في مملكة إنجلترا عام 1091م، وقع الإعصار الأول يوم الجمعة 17 أكتوبر 1091. هدم الإعصار جسر لندن الخشبي، وتضررت كنيسة القديسة ماري لي بو في مدينة لندن، حيث سقطت أربعة عوارض خشبية طولها 26 قدما (7.9 متر) إلى الأرض. هدمت كنائس أخرى في المنطقة، وكذلك هدن أكثر من 600 منزل (معظمها من الخشب)، وبالنسبة لجميع الأضرار البشرية التي لحقت بالمدينة، فقد أدى الإعصار لمصرع شخصين فقط من مجموع سكان المدينة الذي يبلغ عددهم حوالي 18.000 آنذاك.